# Wilhelm Reinhard (Jagdflieger)

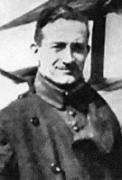
Reinhard Wilhelm (ca. 1917)

Wilhelm (Willi) Reinhard (* 12. März 1891 in Düsseldorf; † 3. Juli 1918 in Berlin-Adlershof) war ein deutscher Jagdflieger im Ersten Weltkrieg und als Nachfolger von Manfred von Richthofen Staffelführer des Jagdgeschwaders 1.

## Leben
Reinhard diente bei Kriegsausbruch zunächst als Offizier in einem preußischen Artillerieregiment, wurde in Belgien verwundet und kam 1915 zur Fliegertruppe. Zunächst als Beobachter in der Artillerie-Flieger-Abteilung 205 über Verdun eingesetzt, kam er 1916 zur fliegerischen Ausbildung zur FEA 9 nach Darmstadt. Er kämpfte an der Front im Balkan, dann an der Ostfront, ab März 1917 in Italien und kehrte schließlich an die Westfront zurück. Im Mai 1917 kurzzeitig als Fluglehrer nach Darmstadt kommandiert, kam er am 24. Juni 1917 zur Jagdstaffel 11.
Er erzielte mehrere Luftsiege, bis er im Kampf mit neun Sopwith Camels über Houthulst schwer an der Hüfte verwundet wurde und notlanden musste. Nach seiner Genesung übernahm Reinhard im November 1917 die Jagdstaffel 6 als Staffelführer. Manfred Freiherr von Richthofen, der am 21. April 1918 gefallene Kommodore des Jagdgeschwaders 1, hatte verfügt, dass im Falle seines Todes Reinhard als sein Nachfolger das Jagdgeschwader übernehmen sollte. 
Reinhard erzielte weitere Luftsiege, aber auch die Verluste des Geschwaders häuften sich. Im Juni 1918 wurde nach einem Gefecht mit Spad-Zweisitzern sein Fokker-Dreidecker schwer beschädigt, so dass Reinhard nur mit Glück mit zerschossenem Fahrgestell notlanden konnte. Ende Juni nahm er zusammen mit seinem Kameraden Hans Kirschstein in Berlin am Vergleichsfliegen für neue Jagdflugzeuge teil. Am 3. Juli startete er mit einem Zeppelin-Lindau-D.I.-Doppeldecker. Während des Fluges löste sich dessen obere Tragfläche und Wilhelm Reinhard stürzte tödlich ab. Sein Nachfolger als Geschwaderkommodore wurde Hermann Göring. Reinhard errang 20 Luftsiege und hohe Auszeichnungen.

## Trivia
Der Film Der blaue Max macht indirekt Anspielungen auf das Leben von Wilhelm Reinhard.